# Azerbaijão nos Jogos Paralímpicos
O Azerbaijão participou pela primeira vez dos Jogos Paralímpicos em 1996, e enviou atletas para competirem em todos os Jogos Paralímpicos de Verão desde então. Em relação aos Jogos Paralímpicos de Inverno a primeira participação do Azerbaijão foi em 1998 e participou de todas as edições desde então.